# Tabernacle de l'Hospital de Tavera
El Tabernacle de l'Hospital de Tavera és una estructura de fusta daurada, obra d'El Greco, que estava situada davant del retaule central, a l'església de l'Hospital de Tavera, a Toledo.

## Introducció
El primer treball encarregat a El Greco per a l'Hospital de Tavera va ser aquest tabernacle. L'encàrrec va ser de l'any 1595.
El Tabernacle encarregat l'any 1595 va ésser valorat el 16 d'agost de 1598 en 25.000 rals pel famós argenter Francisco Merino. El Greco, voluntàriament, va rebaixar aquest preu fins als 16.000 rals, que tanmateix era una quantitat superior al que era usual a aquella época.

L'estructura del tabernacle, l'Escultura de Crist Ressuscitat i les escultures dels quatre Pares de l'Església Llatina van estar acabades l'any 1598. En un altre contracte, datat l'any 1608, es va disposar el daurat del tabernacle i l'estofat de les dotze estatuetes dels apòstols, que es teníen que policromar imitant marbre. Aquests treballs no s'havien finalitzat abans de la mort d'El Greco l'any 1614, i es van encarregar a altres artistes, tot i les protestes de Jorge Manuel Theotocópuli.

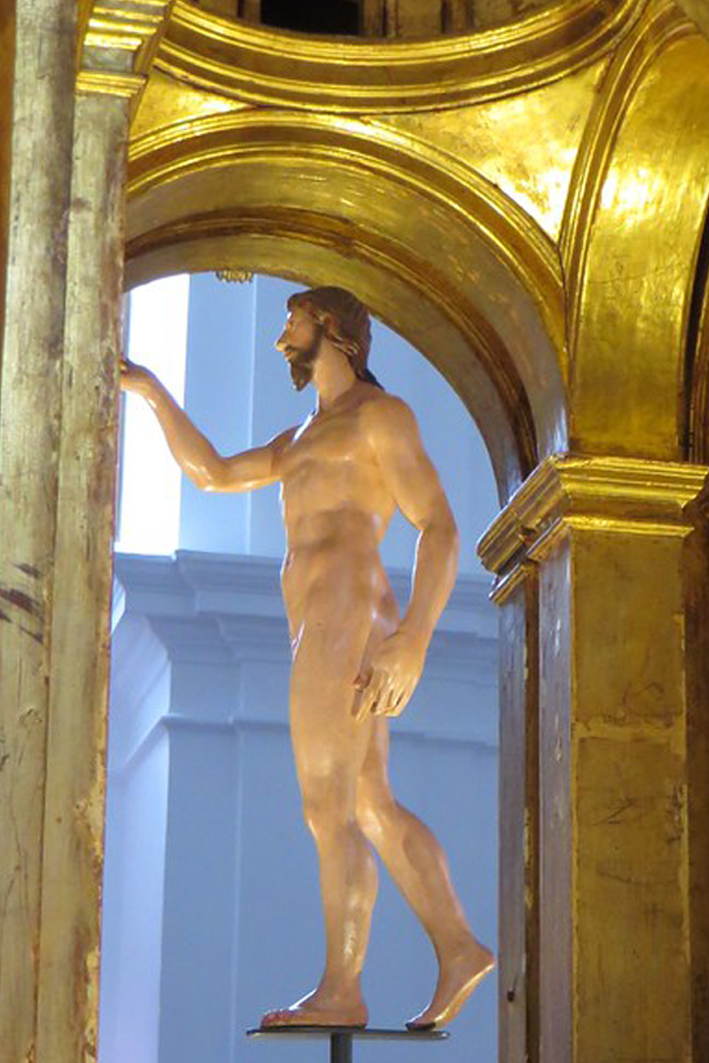
Estàtua de Crist Ressuscitat, col·locada dins del Tabernacle.

## Tabernacle
A l'inventari de l'Hospital de l'any 1624 s'esmentava el tabernacle de la forma següent: "Una custodia nueva, dorada, con entrecustodia transparente, y en ella una caja jaspeada, en que está el Santísimo Sacramento, a cuatro haces, y en ella, en lo alto, los cuatro doctores, y en doce nichos, doce santicos de á cuarta, dorados...un tafetán carmesí nuevo, que está detrás de la Resurrección de la custodia... Un Xpo Resucitado que está dentro de la custodia"
Malgrat que aquesta estructura ha estat recentment restaurada, moltes de les seves parts s'han perdut per sempre. El pis superior del tabernacle es va destruir, però el tambor de la cúpula perduda ha romàs intacte. A les petites fornícules dels quatre costats, hi anaven allotjades les estatuetes dels dotze Apòstols, que foren realitzades després de la mort d'El Greco, van desaparéixer fa temps. També han desaparegut els quatre Pares de l'Església Llatina, obra d'El Greco, que estaven col·locats sobre els quatre angles superiors del monument, junt al tambor La custòdia (segurament la "caja jaspeada") també s'ha perdut. Afortunadament, la magnífica escultura de Crist Ressuscitat ha sobreviscut fins als nostres dies.

## Anàlisi de l'obra
Fusta daurada; 163 cm d'altura total des de la base fins al coronament; les columnes tenen 116 cm.; Hospital de Tavera, Toledo.
Dues columnes -amb capitells jònic-dòrics- enmarquen cadascun dels dels quatre costats del tabernacle, i cada parell soporta un frontó corb. Segons Harold Wethey, una de les columnes ha perdut les seves volutes jòniques, degut a una restauració matussera. Els pilars de la part interna tenen una base molt senzilla i motllures dòriques. A cadascun dels quatre cantons hi ha tres petites fornícules, on anaven col·locades les figures dels Apòstols. L'Escultura de Crist Ressuscitat va ésser concebuda per coronar la part superior de l'estructura.